# Contrapposto

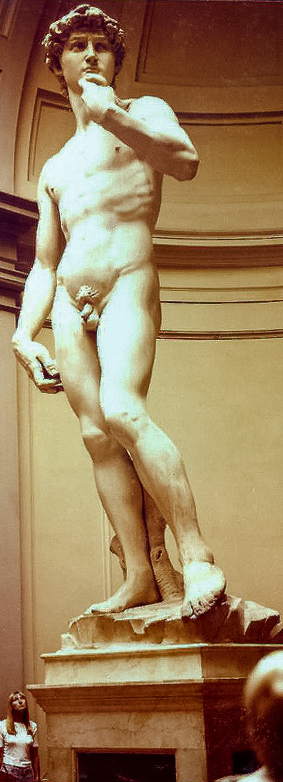
David van Michelangelo Buonarroti

Contrapposto of contrapost is een term uit de beeldende kunst die een bepaalde houding van een geschilderd of gebeeldhouwd figuur beschrijft.
Het rechterbeen draagt het volle gewicht, het linkerbeen is ontspannen. De scheve houding die ontstaat — de rechterheup is hoger dan de linker — wordt in evenwicht gebracht door de schouders en armen (de linkerschouder is hoger dan de rechter). De ontspanning van het linkerbeen keert terug in de rechterarm. Daartegenover staan een gespannen rechterbeen en linkerarm. Het resultaat is een levendige figuur, die in beweging lijkt te zijn.
Het been dat het gewicht draagt wordt het standbeen genoemd, het andere been het speelbeen. De houding van de contrapposto heeft iets weg van een vage s-vorm waarbij het bekken licht kantelt. Bij het poseren is het aannemen van een contrapposto-houding ontspannen. De houding kan lang worden volgehouden.

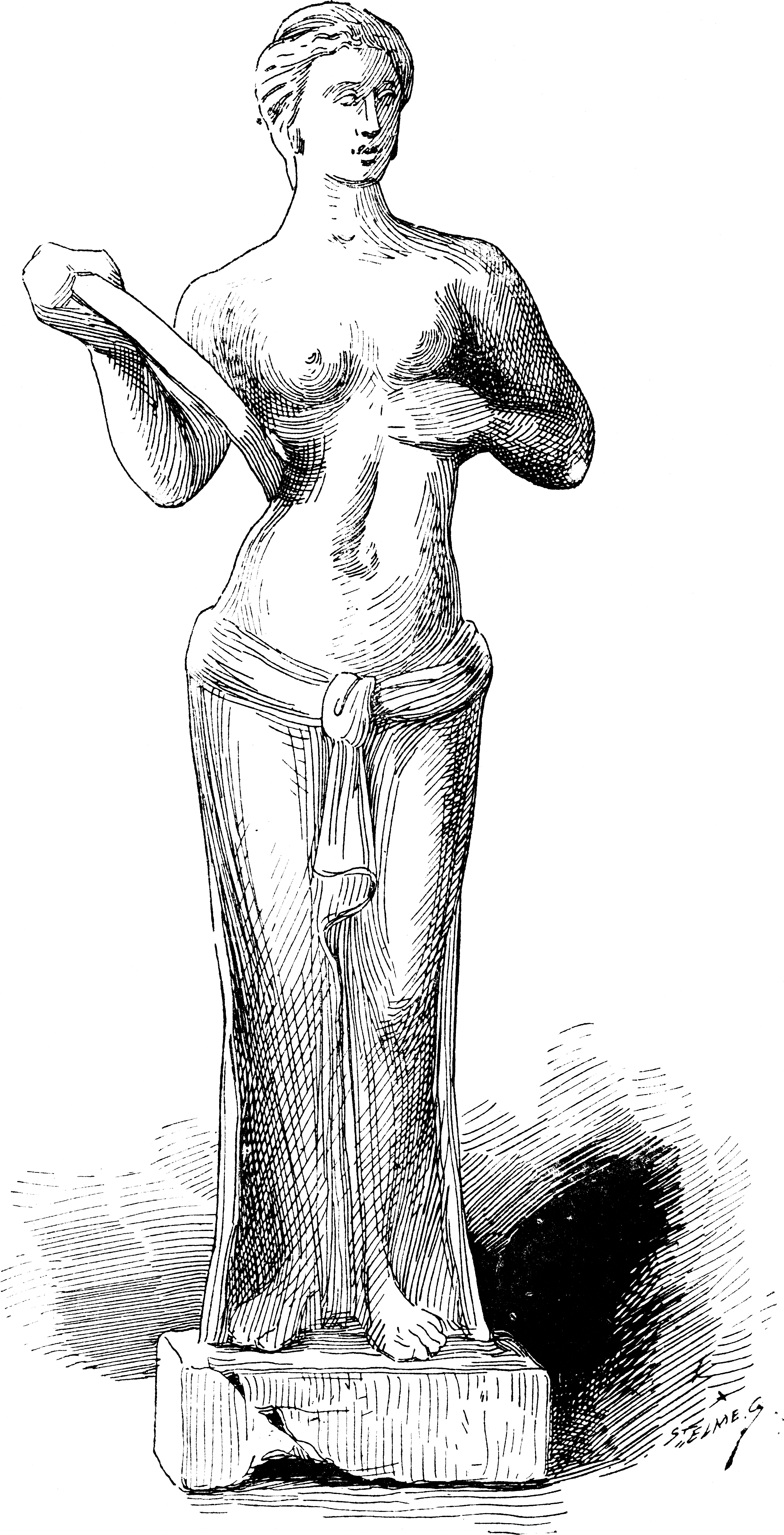

## Geschiedenis
De grote dynamiek die de contrapposto-houding in een uitbeelding van een figuur kan brengen was al bekend in de Griekse oudheid. Het eerste bekende voorbeeld is de Kritios jongen (kouros) uit 480 v.Chr., die een lichte contrapposto-houding laat zien, een iets gekanteld bekken en een aarzelend stand- en speelbeen. Slechts dertig jaar later was de contrapposto in de beeldhouwkunst bijna volledig ontwikkeld in de Doryphoros van Polykleitos uit 440 v.Chr.
In de middeleeuwen verminderde het gebruik van de contrapposto naarmate de figuren abstracter werden. In de 12e eeuw leefde de dynamiek in het uitbeelden van figuren langzaam weer op en kwam de contrapposto weer in gebruik. De contrapposto-houding wordt sinds deze tijd gebruikt in de uitbeelding van een staand persoon.